# Verbe en japonais
En japonais, le verbe n'est pas un élément obligatoire de l'énoncé.
Il se place en fin de proposition, après le sujet et les compléments (le japonais est une langue SOV).
La conjugaison ne varie pas selon la personne ni le nombre.
Le verbe japonais possède en outre deux types de conjugaisons bien distinctes : les formes de base, où le verbe varie selon des facteurs divers (position au sein de la phrase ou de la proposition notamment), et les formes plus complexes, où le verbe varie selon le temps, le mode, la voix, l'aspect ainsi que d'autres traits grammaticaux. Ces dernières sont d'ailleurs construites, du point de vue historique, par suffixation des formes de base.
On classe généralement les verbes en deux groupes, les ichidan (一段) et les godan/yodan (五段・四段), auxquels viennent s'ajouter deux verbes irréguliers, suru (する, faire) et kuru (来る/くる, venir).
Outre les verbes basiques obéissant au modèle radical + terminaison, on trouve aussi les verbes composés qui, en principe, associent deux verbes, le premier étant sous sa forme suspensive. Par exemple le verbe « abattre » (un arbre) kiri‧taosu (de kiru, « couper », et taosu, « faire tomber » ou « mettre à plat »). Il existe entre deux et trois mille verbes composés d'usage courant. Référence : https://vvlexicon.ninjal.ac.jp.

## Forme du dictionnaire
Les dictionnaires donnent le verbe japonais sous la forme du dictionnaire, ou jishokei (辞書形, forme du dictionnaire).
Cette forme se termine par le phonème « -u » et exprime l'aspect inaccompli ; son niveau de politesse est neutre.
La forme du dictionnaire ne permet pas toujours de déterminer à quel groupe un verbe appartient.
Une fois le groupe connu cependant, elle permet d'obtenir l'ensemble des formes régulières d'un verbe donné.

## Groupes de verbes et radical
Les verbes japonais se répartissent entre trois groupes : ichidan, godan et verbes irréguliers.
- Les verbes ichidan ont une forme du dictionnaire en « -iru » ou « -eru ». Leur radical est vocalique et s'obtient en supprimant le -ru final.

Exemples : taberu (食べる, manger) → radical tabe-, miru (見る, voir) → radical mi- ;
- Les verbes godan ont un radical consonnantique qui s'obtient en supprimant le « -u » final de la forme du dictionnaire.

Exemples : iku (行く, aller) → radical ik-, hanasu (話す, parler) → radical hanas- ;
- Deux verbes sont irréguliers :

kuru (来る, venir) et suru (する, faire).
Godan (五段) signifie littéralement « cinq niveaux » : le radical consonantique de ces verbes peut être suivi des cinq voyelles de la langue japonaise (a, i, u, e, o). Ainsi, pour le verbe iku (行く, aller), on a les formes ika, iki, iku, ike et iko.
Il existe un flottement entre les appellations godan et yodan (四段, quatre niveaux). Il provient de l'apparition de la forme en -o : en effet, la forme en -a (未然形, mizen-kei) pouvait être suivie du suffixe -u marquant la volition ou la conjecture, et, après avoir subi un changement phonétique régulier, les sons « a » et « u » devinrent un « o » long (comme on peut le voir dans l'ancien usage des kana, qui reflète l'ancienne prononciation).

## Conjugaison de base
La partie en majuscules correspond à la désinence, et la partie en minuscules au radical.
|                                              | Godan                  | Ichidan -iru いる          | Ichidan -eru える              | Irréguliers                      | Irréguliers             |
|                                              | yomu よむ (読む, lire) | miru みる (見る, regarder) | taberu たべる (食べる, manger) | suru する (する, faire)          | kuru くる (来る, venir) |
| mizen-kei みぜんけい (未然形) (Non-accompli) | yomA よま, yomO よも   | mI み                      | tabE たべ                      | SHI/sI し, sE せ, sA さ          | kO こ                   |
| ren'yō-kei れんようけい (連用形) (Adverbial) | yomI よみ              | mI み                      | tabE たべ                      | SHI/sI し                        | kI き                   |
| shūshi-kei しゅうしけい (終止形) (Terminal)  | yomU よむ              | mIRU みる                  | tabERU たべる                  | sURU する                        | kURU くる               |
| rentai-kei れんたいけい (連体形) (Adjectif)  | yomU よむ              | mIRU みる                  | tabERU たべる                  | sURU する                        | kURU くる               |
| katei-kei かていけい (仮定形) (Conditionnel) | yomE よめ              | mIRE みれ                  | tabERE たべれ                  | sURE すれ                        | kURE くれ               |
| meirei-kei めいれいけい (命令形) (Impératif) | yomE よめ              | mI み (ro ろ, yo よ)       | tabE たべ (ro ろ, yo よ)       | SHI/sI し (ro ろ), SE せ (yo よ) | kOI こい                |

## Formes déclaratives
Les formes conclusives déclaratives peuvent terminer un énoncé.
Leur flexion se fait selon trois critères:
- le niveau de politesse neutre ou poli ;
- l'aspect inaccompli (présent ou futur) ou accompli (passé) ;
- le caractère affirmatif ou négatif.

La forme du dictionnaire correspond à la forme neutre inaccomplie affirmative.
À partir de cette forme, la flexion des formes conclusives peut se résumer ainsi :
|              | Affirmatif            | Affirmatif               | Négatif                | Négatif                             |
| Inaccompli   | Accompli              | Inaccompli               | Accompli               |                                     |
| ------------ | --------------------- | ------------------------ | ---------------------- | ----------------------------------- |
| Forme neutre | Forme du dictionnaire | Forme en -ta た          | Forme en -nai ない     | Forme en -nakatta なかった          |
| Forme polie  | Forme en -masu ます   | Forme en -mashita ました | Forme en -masen ません | Forme en -masendeshita ませんでした |

### Formes déclaratives neutres
La forme du dictionnaire est la forme neutre inaccomplie affirmative.
Elle permet de construire la forme en -ta た et la forme en -nai ない.
La forme en -ta た correspond à la forme neutre accomplie (affirmative).
La forme en -nai ない correspond à la forme neutre inaccomplie négative.
La flexion du suffixe -nai ない en -nakatta なかった permet d'obtenir la forme neutre accomplie négative.
Exemples :
|                                                                | Affirmatif      | Affirmatif      | Négatif            | Négatif                    |
| Inaccompli                                                     | Accompli        | Inaccompli      | Accompli           |                            |
| 食べ-る tabe-ru (verbe en -ru) (-eru) (shimo ichidan) (manger) | 食べ-る tabe-ru | 食べ-た tabe-ta | 食べ-ない tabe-nai | 食べ-なかった tabe-nakatta |
| 行-く ik-u (verbe en -u) (godan) (aller)                       | 行-く ik-u      | 行-った i-tta   | 行か-ない ik-anai  | 行か-なかった ik-anakatta  |
| す-る sur-u (irrégulier) (faire)                               | す-る sur-u     | し-た shi-ta    | し-ない shi-nai    | し-なかった shi-nakatta    |

#### Forme du dictionnaire employée comme forme déclarative conclusive
La forme du dictionnaire peut être employée telle quelle comme forme conclusive d'un énoncé :
kaimono ni iku ([je] vais aux courses) ; eiga o miru ([je] regarde un film) ; benkyō suru ([j']étudie).

#### Forme en-ta た
La forme en -ta た se construit comme la forme en -te て en remplaçant le « -e » final, par « -a ».
La construction de la forme en -ta た dépend du groupe auquel appartient le verbe :
- Pour les verbes ichidan, la forme en -ta た se construit en ajoutant la terminaison « -ta た » au radical du verbe :
taberu たべる (manger) → tabeta たべた ; miru みる (voir) → mita みた.
- Pour les verbes godan : La construction de la forme en -ta た dépend de la terminaison du verbe :
  - Terminaison en -u う, -ru る, -tsu つ : radical + -tta った :
kau かう (acheter) → katta かった ; kaeru かえる (retourner) → kaetta かえった ; matsu まつ (attendre) → matta まった ;
  - Terminaison en -mu む, -bu ぶ, -nu ぬ : radical + -nda んだ :
nomu のむ (boire) → nonda のんだ ; yobu よぶ (appeler) → yonda よんだ ; shinu しぬ (mourir) → shinda しんだ ;
  - Terminaison en -su す : radical + -shita した :
hanasu はなす (parler) → hanashita はなした ;
  - Terminaison en -ku く : radical + -ita いた :
kaku かく (écrire) → kaita かいた ; exception : iku いく (aller) → itta いった (et non *iita いいた) ;
  - Terminaison en -gu ぐ : radical + -ida いだ :
oyogu およぐ (nager) → oyoida およいだ.
- Verbes irréguliers :
suru する (faire) → shita した ; kuru くる (venir) → kita きた.

#### Forme en-nai ない
Sa construction dépend du groupe auquel appartient le verbe.
- verbes ichidan : radical + -nai ない :
taberu たべる → tabenai たべない ; miru みる → minai みない ;
- verbes godan : radical en consonne + -anai あない, ou radical en voyelle + -wanai わない :
iku いく → ikanai いかない ; hanasu はなす → hanasanai はなさない ; iu いう → iwanai いわない (et non *ianai いあない) ; exception : aru ある (avoir, exister) → nai ない (et non *aranai あらない) ;
- verbes irréguliers :
suru する → shinai しない ; kuru くる → konai こない.

La forme en -nai ない transforme le verbe en un adjectif du premier groupe (finissant en i い). Voir l'adjectif en japonais pour la conjugaison de ces adjectifs.

### Formes déclaratives polies
Les formes conclusives polies se terminent par le suffixe -masu. Ce suffixe suit une flexion parfaitement régulière.
Exemples :
|                        | Affirmatif        | Affirmatif             | Négatif              | Négatif                           |
| Inaccompli             | Accompli          | Inaccompli             | Accompli             |                                   |
| 食べる taberu (manger) | 食べます tabemasu | 食べました tabemashita | 食べません tabemasen | 食べませんでした tabemasendeshita |
| 行く iku (aller)       | 行きます ikimasu  | 行きました ikimashita  | 行きません ikimasen  | 行きませんでした ikimasendeshita  |
| する suru (faire)      | します shimasu    | しました shimashita    | しません shimasen    | しませんでした shimasendeshita    |

À partir d'un verbe donné à la forme du dictionnaire et dont le groupe est connu, la forme polie inaccomplie affirmative en -masu ます s'obtient de la manière suivante :
- verbes ichidan : radical + -masu ます :
taberu たべる → tabemasu たべます ; miru みる → mimasu みます ;
- verbes godan : radical + -i-masu います :
iku いく → ikimasu いきます ; hanasu はなす → hanashimasu はなします [1] ;
- verbes irréguliers :
suru する → shimasu します ; kuru くる → kimasu きます.

Cette forme en -masu ます correspond exactement à la forme du dictionnaire en ce qu'elle exprime l'inaccompli affirmatif, mais son niveau de politesse est poli ; elle s'emploie comme forme conclusive polie :
kaimono ni ikimasu ([je] vais aux courses) ; ashita konsāto ni ikimasu (demain [je] vais à un concert).
Les autres formes conclusives polies s'obtiennent régulièrement en remplaçant le suffixe -masu ます par :
- -masen ません pour la forme polie inaccomplie négative :
tabemasu たべます (forme polie de 'manger') → tabemasen たべません (ne pas manger) ;
- -mashita ました pour la forme polie accomplie affirmative :
tabemasu たべます (manger) → tabemashita たべました (avoir mangé)
- -masen deshita ませんでした pour la forme polie accomplie négative :
tabemasu たべます (manger) → tabemasen deshita たべませんでした (ne pas avoir mangé)

## Forme en-te
1. 1 2 3 4  les sons correspondant à la colonne des i い et aux lignes des s さ et des t た, c'est-à-dire si et ti, sont en fait prononcés respectivement shi し et chi ち, et ils sont souvent notés comme tels en rōmaji ; cependant, dans certains systèmes de transcription du japonais tel que les méthodes Kunrei, Nippon-shiki et JSL, ils sont notés si et ti, rendant de façon plus adéquate et explicite le système d'alternance vocalique japonais.
2. 1 2 3 4  ro ろ et yo よ sont des enclitiques finales injonctives pour les ichidan ainsi que suru する et kuru くる ; elles se rattachent impérativement à la forme meirei-kei めいれいけい de ces groupes. yo よ est d'un usage plus littéraire que ro ろ.
3. ↑  Incompatible avec Firefox 23 au 20/09/2013. Site officiel : http://piro.sakura.ne.jp/xul/_rubysupport

La forme en て-te d'un verbe est souvent utilisée en japonais. Elle sert notamment à :
- former l'impératif,
- relier un verbe à un auxiliaire verbal,
- relier deux propositions.

La construction de la forme en て-te dépend du groupe auquel appartient le verbe :
- Pour les verbes ichidan, la forme en て-te se construit en ajoutant la terminaison « て-te » au radical du verbe :
食べる−taberu (manger) → 食べて−tabete ; 見る−miru (voir) → 見て−mite ; 変える−kaeru (changer) → 変えて−kaete.
- Pour les verbes godan : La construction de la forme en て-te dépend de la terminaison du verbe :
  - Terminaison en う-u, つ-tsu, る-ru : radical + って-tte :
買う−kau (acheter) → 買って−katte ; 帰る−kaeru (retourner) → 帰って−kaette ; 待つ−matsu (attendre) → 待って−matte ;
  - Terminaison en む-mu, ぶ-bu, ぬ-nu : radical + んで-nde :
飲む−nomu (boire) → 飲んで−nonde ; 呼ぶ−yobu (appeler) → 呼んでyonde ; 死ぬ−shinu (mourir) → 死んで−shinde ;
  - Terminaison en す-su : radical + して-shite :
話す−hanasu (parler) → 話して−hanashite ;
  - Terminaison en く-ku : radical + いて-ite :
書く−kaku (écrire) → 書いて−kaite ; exception : 行く ou 行く−iku ou yuku (aller) → 行って−itte (et non *iite) ;
  - Terminaison en ぐ-gu : radical + いで-ide :
泳ぐ−oyogu (nager) → 泳いで−oyoide.
- Verbes irréguliers :
する−suru (faire) → して-shite ; 来る−kuru (venir) → 来て-kite.

### Progressif
Sens

La forme progressive sert à indiquer qu'une action est continue. Elle est en ce sens analogue à l'aspect progressif en anglais, comme dans I am going.
Exemple :
今、父は新聞を読んで(い)る　ima, chichi wa shinbun o yonde (i)ru : Papa est en train de lire le journal
Elle indique également une action ponctuelle qui se répète dans le temps
Exemple : 
大学に通っています　daigaku ni kayotte imasu : je vais à la fac (i.e. je suis étudiant)
Construction

On utilise la forme en て-te décrite plus haut suivi du verbe いる−iru (être, se trouver pour un être animé).
Exemple :
- 歩く−aruku (marcher) → 歩いている−aruite iru (marcher, être en train de marcher)
- 公園を歩いている。

kōen o aruite iru (je marche dans le parc)
- 何をしているんですか。

nani o shite iru n'desu ka (qu'est-ce que vous faites ?)
Lorsque le verbe いる−iru est au passé, cela donne une forme proche de l'imparfait français :
- 町を散歩していました。

machi o samposhite imashita (je me promenais dans la ville)
Complément

Pour certains verbes, en particulier les verbes intransitifs, la forme en ている-te iru permet également de marquer l'état résultant d'une action. Par exemple, à partir du verbe 結婚する−kekkonsuru, se marier, on obtient les formes suivantes :
- 結婚します。

kekkonshimasu (je me marie, je me marierai)
- 結婚しました。

kekkonshimashita (je me suis marié)
- 結婚しています。

kekkonshite imasu (je suis marié)
De même, différencier
- 着物を着ます。

kimono o kimasu (je mets un kimono)
et
- 着物を着ています。

kimono o kite imasu (je porte un kimono)
du verbe 着る−kiru (2e groupe) : porter, mettre (un vêtement)
Forme alternative

Dans la langue courante la forme en ている-te iru (ていた-te ita au passé neutre) est souvent abrégée en てる-teru (respectivement てた-teta)

## Autres formes

### Passif
Le passif en japonais se construit de la manière suivante :
- Godan : on remplace la syllabe en う−u finale par la syllabe en あ−a correspondante suivie de れる−reru.
  - 書く−kaku (écrire) → 書かれる−kakareru (être écrit)
  - 読む−yomu (lire) → 読まれる−yomareru (être lu)
- Attention, pour les verbes finissant par la syllabe う-u, on remplace cette syllabe par われる-wareru au passif.
  - 言う−iu (dire) → 言われる−iwareru (être dit)

- Ichidan : on remplace le る-ru final par られる-rareru.
  - 食べる−taberu (manger) → 食べられる−taberareru (être mangé)
  - 見る−miru (voir) → 見られる−mirareru (être vu)

- Irréguliers
  - する−suru (faire) → される−sareru (être fait)
  - 来る−kuru (venir) → 来られる−korareru (1)

(1) voir la rubrique "Complément".
On notera au passage qu'un verbe au passif est toujours un ichidan, quel que soit le groupe auquel appartenait le verbe au départ.
Le complément d'agent se construit généralement avec la particule に-ni, parfois から-kara.
Exemple :
- 鼠は子猫に食べられる。

nezumi wa koneko ni taberareru (la souris est mangée par le chaton)
Complément

Le passif japonais peut indiquer que l'on subit un désagrément à cause de l'action. Pour cette raison, des verbes n'ayant aucun sens au passif en français (comme le verbe venir) existent au passif en japonais.
Par exemple, il y a une nuance entre les deux phrases suivantes :
- 昨日の晩、友達は家に来た。

kinō no ban, tomodachi wa uchi ni kita (des amis sont venus à la maison hier soir)
- 昨日の晩、友達に家に来られた。

kinō no ban, tomodachi ni uchi ni korareta (j'ai été dérangé par la venue de mes amis hier soir)
Par ailleurs, il existe en japonais des verbes qui sont actifs mais avec un sens passif. Par exemple, 見える−mieru se traduit par être vu, on voit, être visible. Cependant, ce n'est pas le passif du verbe 見る−miru (voir) qui est 見られる−mirareru.
Exemple :
- 海が見える。

umi ga mieru (on voit la mer)　
聞こえる−kikoeru se traduit par on entend, être audible. Cependant, ce n'est pas le passif du verbe 聞く−kiku (entendre, écouter) qui est 聞かれる−kikareru.
Exemple :
- 音楽が聞こえる。

ongaku ga kikoeru (on entend de la musique)

### Conditionnel
Il y a quatre formes de conditionnel (ou subjonctif) en japonais, chacune avec ses nuances particulières, mais ne s'excluant pas forcément mutuellement (c'est-à-dire que l'on a parfois le choix entre deux formes différentes avec le même sens).

#### Forme enと−to
Construction

On ajoute to à l'inaccompli du verbe. Il ne faut pas confondre ce to avec la conjonction de coordination, ni avec la particule d'introduction du discours indirect.
Sens

Ce conditionnel indique une conséquence obligée, un automatisme. La pensée, l'intention ou la volonté du locuteur n'entrent pas en jeu. Par conséquent, cette forme ne peut pas s'utiliser si dans la principale, on a un impératif, une forme volitive (en -tai), ...
Exemple :
On peut traduire la phrase suivante de trois manières différentes : 
- この摘みを押すと、窓が開く 。

kono tsumami o osu to, mado ga aku

(si tu appuies sur ce bouton, la fenêtre s'ouvre)

(quand on appuie sur ce bouton, la fenêtre s'ouvre)

(à chaque fois que l'on appuie sur ce bouton, la fenêtre s'ouvre)

#### Forme enたら-tara
Construction

On ajoute la syllabe ら-ra à la forme neutre passée du verbe (forme en た-ta ou だ-da).
Exemple :
- 着くtsuku (arriver) → 着いたら−tsuitara
- 呼ぶ−yobu (appeler) → 呼んだら−yondara
- 言う−iu (dire) → 言ったら−ittara
- 見る−miru (voir, regarder) → 見たら−mitara
- する−suru (faire) → したら−shitara
- 来る−kuru (venir) → 来たら−kitara
- だ−da (c'est) → だったら−dattara

Sens

La forme en たら-tara indique une possibilité énoncée sans certitude, une hypothèse, une conjecture. Elle peut se traduire par si, au cas où, s'il arrivait que, ...
On peut l'introduire par もし−moshi (ou もしも−moshimo, tous deux se traduisant par si) pour renforcer le côté hypothétique.
Exemple :
もし日本語を習い始めたかったら、いい教師を知っていますよ。
- moshi nihongo wo naraihajimetakattara, ii kyōshi wo shitte imasu yo (si tu veux commencer à apprendre le japonais, je connais un bon professeur)

expression :
どうしたら、良いですか。
dō shitara, ii desu ka (que puis-je faire ?)

Littéralement « si je faisais comment, ce serait bien ? »

#### Forme en(え)ば-(e)ba
Construction

Quel que soit le groupe auquel appartient le verbe, on remplace la syllabe en う−u finale par la syllabe en え-e correspondante suivie de ば-ba.
Exemple :
- 着くtsuku (arriver) → 着けば−tsukeba
- 呼ぶ−yobu (appeler) → 呼べば−yobeba
- 待つ−matsu (attendre) → 待てば−mateba
- 言う−iu (dire) → 言えば−ieba
- 見る−miru (voir, regarder) → 見れば−mireba
- する−suru (faire) → すれば−sureba
- 来る−kuru (venir) → 来れば−kureba

La forme verbale だ−da (c'est) n'a pas de forme en -ba, elle est remplacée par なら−nara (voir plus loin).
Sens

Des quatre formes, celle-ci est la plus proche du conditionnel français. Elle exprime la relation que l'on peut schématiser sous la forme si A, alors B. dans ce type d'énoncé, seul le verbe de l'action A se met à la forme en -ba, le verbe de l'action B reste inchangé.
Exemples :
聞けば、知る。
- kikeba, shiru (si tu demandes, tu le sauras)

強ければ勝ち、弱ければ負ける。
- tsuyokereba kachi, yowakereba makeru (si tu es fort, tu gagnes, si tu es faible, tu perds)

Autre exemple : dans le titre du film
耳を澄ませば−Mimi wo sumaseba de Yoshifumi Kondō au studio Ghibli, le verbe 澄ませば−sumaseba est le conditionnel en ば-ba du verbe 澄ます−sumasu (tendre (l'oreille)). Le titre du film se traduit donc si tu tends l'oreille.
expression :
どうすれば、良いですか。 dō sureba, ii desu ka : même sens que どうしたら、良いですか。dō shitara, ii desu ka

できれば−dekireba (si possible)

#### Forme enなら−nara
Construction

なら−Nara est en fait le conditionnel de la forme verbale だ−da (c'est). Ce mot s'ajoute à la forme neutre du verbe.
Sens

なら−Nara exprime également une relation de cause à effet, mais avec la nuance particulière que la cause ne dépend pas du locuteur mais de son interlocuteur dont le locuteur ne fait que reprendre les paroles.
Exemples :
- 日本橋なら、右に曲がって。

Nihonbashi nara, migi ni magatte (si c'est le Nihonbashi que vous recherchez (littéralement: si c'est le Nihonbashi, à ce que vous me dites), tournez à droite)
- 日本で本当に働きたいなら、必ず日本語を勉強しなければなりませんよ。

Nihon de hontō ni hatarakitai nara, kanarazu nihongo o benkyōshinakereba narimasen yo (si tu veux vraiment travailler au Japon (sous-entendu : et si j'en crois ce que tu dis, c'est le cas), tu dois absolument étudier le japonais)

### Factitif
Le factitif, ou causatif, c'est le fait de faire faire quelque chose à quelqu'un d'autre. En japonais, le factitif se forme par l'ajout d'un suffixe verbal :
- Godan : on remplace la syllabe en u う finale par la syllabe en a あ correspondante suivie de -seru せる
  - kaku かく (écrire) → kakaseru かかせる (faire écrire)
  - nomu のむ (boire) → nomaseru のませる (faire boire)
- Pour les verbes finissant par la syllabe u う forment leur factitif en remplaçant cette syllabe par -waseru わせる
  - au あう (rencontrer) → awaseru あわせる (faire rencontrer)

- Ichidan : on remplace la syllabe ru る finale par -saseru させる
  - akeru あける (ouvrir) → akesaseru あけさせる (faire ouvrir)
  - okiru おきる (se lever) → okisaseru おきさせる (faire se lever)

- Irréguliers
  - suru する (faire) → saseru させる (faire faire)
  - kuru くる (venir) → kosaseru こさせる (faire venir)

On notera au passage qu'un verbe au factitif est toujours un ichidan, quel que soit le groupe auquel appartenait le verbe au départ.
Le complément auquel on fait subir l'action se construit avec ni si le verbe est intransitif, o s'il est transitif.
Exemples :
- 子供に薬を飲ませる

kodomo ni kusuri o nomaseru (faire prendre un médicament à un enfant)
- 医者を来させる

isha o kosaseru (faire venir un médecin)

### Forme potentielle

#### Description
La forme potentielle exprime la possibilité de faire quelque chose. On la traduit en français simplement par le verbe pouvoir suivi du verbe proprement dit.

#### Construction
- 1er groupe (godan, 五段?) : on remplace la syllabe en u う finale par la syllabe en e え correspondante suivie de -ru る.
  - kaku (書く?, écrire) → kakeru (書ける?, pouvoir écrire)
  - matsu (待つ?, attendre) → materu (待てる?, pouvoir attendre)
  - yomu (読む?, lire) → yomeru (読める?, pouvoir lire)
  - iu (言う?, dire) → ieru (言える?, pouvoir dire)

- 2e groupe (ichidan, 一段?) : on remplace le ru る final par -(ra)reru (ら)れる.
  - taberu (食べる?, manger) → tabe(ra)reru (食べ(ら)れる?, pouvoir manger)
  - miru (見る?, voir) → mi(ra)reru (見(ら)れる?, pouvoir voir)

- Irréguliers
  - suru (する?, faire) → dekiru (できる?, pouvoir)
  - kuru (来る?, venir) → korareru (来(ら)れる?, pouvoir venir)

On remarque que pour les ichidan et pour le verbe kuru くる, la forme potentielle est identique à la forme passive.
On notera au passage qu'un verbe à la forme potentielle est toujours un ichidan, quel que soit le groupe auquel appartenait le verbe au départ.

#### Complément
La forme potentielle est également utilisée pour constituer la forme de déférence (forme de politesse) d'un verbe.
Exemples :
- tsuzukemasu (続けます?, continuer)
- tsuzukeraremasu (続けられます?, même sens, plus poli)

#### Forme alternative
On peut aussi exprimer la possibilité de faire quelque chose en utilisant le verbe à la forme neutre + koto (qui sert ici à substantiver le verbe) + ga + dekiru.
Exemple :
- sukunai kanji o yomu koto ga dekiru. (少ない漢字を読むことができる。?) = sukunai kanji o yomeru. (少ない漢字を読める。?, Je sais lire quelques kanjis.)

Notons au passage que dans cette construction, c'est ce qui peut être fait qui est le sujet du verbe dekiru.

### Forme désidérative
Description

La forme désidérative (ou parfois, volitive) sert à marquer la volonté ou l'envie de faire quelque chose. 
Construction

- Godan : on remplace la syllabe en u finale par la syllabe en i correspondante suivie de -tai
  - iku (aller) → ikitai (vouloir aller)
  - hanasu (parler) → hanashitai (vouloir parler)
  - motsu (porter) → mochitai (vouloir porter)
  - yomu (lire) → yomitai (vouloir lire)
  - iu (dire) → iitai (vouloir dire)

- Ichidan : on remplace le ru final par -tai.
  - taberu (manger) → tabetai (vouloir manger)
  - miru (voir) → mitai (vouloir voir)

- Irréguliers
  - suru (faire) → shitai (vouloir faire)
  - kuru (venir) → kitai (vouloir venir)

À noter que la forme en -tai transforme le verbe en un adjectif du premier groupe (finissant en i). Voir l'adjectif en japonais pour la conjugaison de ces adjectifs.
Remarque

Comme tout adjectif du premier groupe, on rend un verbe à la forme désidérative plus poli en ajoutant desu après le verbe. Desu est alors invariable. Habituellement on traduit la forme en -tai par (je) veux et la forme en -tai desu par (je) voudrais.
Exemples :
- 映画を見に行きたいです

eiga o mi ni ikitai desu (je voudrais aller voir un film)
- 君に言いたかった

kimi ni iitakatta (je voulais te dire)

### Forme suspensive

#### Forme polie (~たり)
Construction

Pour la forme suspensive d'un verbe on ajoute la terminaison -ri à la forme neutre passée du verbe.
Exemple :
- tsuku 着く (arriver) → tsuitari 着いたり
- yobu 呼ぶ (appeler) → yondari 呼んだり
- iu 言う (dire) → ittari 言ったり
- miru 見る (voir, regarder) → mitari 見たり
- suru する (faire) → shitari したり
- kuru 来る (くる) (venir) → kitari 来たり (きたり)

#### Forme neutre familière
Construction
On utilise la forme en -te du verbe.
Emploi

On utilise cette forme pour exprimer que l'on fait cette action et d'autres (que l'on mentionnera ou non). On met à la suite plusieurs verbes à la forme en -tari avec l'objet de l'action et on ajoute à la fin le verbe suru que l'on conjugue au temps et mode voulus. On la traduit souvent par tantôt ... tantôt ... ou parfois ... parfois ....
Exemple :
- 毎晩テレビを見たり子供と遊んだりします。

Maiban terebi o mitari, kodomo to asondari shimasu (tous les soirs, tantôt je regarde la télévision, tantôt je joue avec les enfants)
On peut aussi utiliser un seul verbe en -tari dans une phrase pour signifier que l'on fait entre autres cette action, mais que l'on choisit de ne pas citer les autres.

### Forme volitive
La forme volitive, ou conjecturale, est l'équivalent de "Let's + verbe" en anglais, comme "Let's go": Allons(-y)

#### Forme polie
Construction

On remplace la terminaison -masu ~ます du présent poli par -mashō ~ましょう.
Exemple :
- ikimasu 行きます (aller) → ikimashō 行きましょう (Allons(-y))
- tabemasu 食べます (manger) → tabemashō 食べましょう (Mangeons)

#### Forme neutre ou familière
Construction

- Godan : on remplace la syllabe en u う finale par la syllabe en o お correspondante, suivie de la syllabe -u う (pour faire le son ō おう).
  - iku いく (aller) → ikō いこう
  - yomu よむ (lire) → yomō よもう
  - iu いう (dire) → iō いおう

- Ichidan : on remplace la syllabe ru る finale par -yō よう.
  - taberu たべる (manger) → tabeyō たべよう
  - miru みる (voir) → miyō みよう

- Irréguliers
  - suru する (faire) → shiyō しよう
  - kuru くる (venir) → koyō こよう

- Pour da だ et desu です
  - da だ → darō だろう
  - desu です → deshō でしょう

Emploi

Le volitif a plusieurs usages :
- Il indique une conjecture, une supposition[1]
  - miso o tabeyō (味噌を食べよう, manger probablement du miso)
  - isogeba, kono densha ni noreyō (急げばこの電車に乗れよう, si on se dépêche, on devrait pouvoir prendre ce train)

- Il présente une proposition ou une décision
  - saa, ikimashō (さあ行きましょう, bon, allons-y)
  - (plus familier) saa, ikō (さあ行こう, bon, allons-y)

- Associé à to omou (と思う, penser que), il exprime une intention
  - ie ni kaerō to omoimasu (家にか帰ろうと思います, j'ai l'intention de rentrer à la maison)

- Associé à to suru (する, essayer de, faire en sorte que), il indique une tentative
  - shukudai o shiyō to suru (宿題をしようとする, essayer de faire ses devoirs)

### Gérondif (~(い)ながら)
Construction

- Godan : on remplace la syllabe en u final par la syllabe en i correspondante suivi de -nagara.
  - iku 行く (aller) → ikinagara 行きながら (en allant)
  - yomu 読む (lire) → yominagara 読みながら (en lisant)
  - matsu 待つ (attendre) → machinagara 待ちながら (en attendant)
  - iu 言う (dire) → iinagara 言いながら (en disant)

- Ichidan : on remplace la syllabe ru final par -nagara.
  - taberu 食べる (manger) → tabenagara 食べながら (en mangeant)
  - miru 見る (voir) → minagara 見ながら (en voyant, en regardant)

- Irréguliers
  - suru する (faire) → shinagara しながら (en faisant)
  - kuru くる (来る) (venir) → kinagara きながら (来ながら) (en venant)

Emploi

La forme en -nagara correspond au gérondif français et traduit l'idée d'une simultanéité entre deux actions.
Exemple :
- 朝食を食べながら新聞をよみます。

Chōshoku o tabenagara, shinbun o yomimasu (je lis le journal en prenant mon petit-déjeuner)

### Impératif

#### La forme en-e え
Affirmatif

- Godan : on remplace la syllabe en u う final par la syllabe en e え correspondante.
  - iku いく (aller) → ike いけ (va !)
  - yomu よむ (lire) → yome よめ (lis !)
  - matsu まつ (attendre) → mate まて (attends !)
  - iu いう (dire) → ie いえ (dis-le !)

- Ichidan : on remplace la syllabe ru る final par -ro ろ.
  - taberu たべる (manger) → tabero たべろ (mange !)
  - miru みる (voir) → miro みろ (regarde !)

- Irréguliers
  - suru する (faire) → shiro しろ (fais-le !)
  - kuru くる (venir) → koi こい (viens !)

- Verbes de déférence/verbes honorifique terminé par る :
  - irassharu いらっしゃる (venir) → irasshai いらっしゃい
  - nasaru なさる (faire) → nasai なさい
  - kudasaru くださる (donner) → kudasai ください

Négatif

Quel que soit le groupe du verbe, on rajoute na な au verbe à l'inaccompli.
Exemple :
- iku na (行かな, n'y va pas !)
- miru na (見るな, ne regarde pas !)
- kuru na (来るな, ne viens pas !)

Note : Cette forme demeure presque absente du dialogue coopératif. Elle résulte d'une agressivité verbale dont l'usité entre des amis est quasi nulle. Ne l'utilisez pas, au risque de blesser votre interlocuteur.

#### La forme en-nasai
La forme en -nasai représente la forme impérative affirmative comme un ordre d’autorité à un inférieur.
- Godan : on remplace la syllabe en u final par la syllabe en i correspondante suivi de -nasai.
  - iku (aller) → ikinasai (allez !)
  - yomu (lire) → yominasai (lisez !)
  - matsu (attendre) → machinasai (attendez !)
  - iu (dire) → iinasai (dites-le !)

- Ichidan : on remplace la syllabe ru final par -nasai.
  - taberu (manger) → tabenasai (mangez !)
  - miru (voir) → minasai (regardez !)

- Irréguliers
  - suru (faire) → shinasai (faites !)
  - kuru (venir) → kinasai (venez !)

- Exemples de phrases: 
  - そこに行きなさい。 soko ni ikinasai!→ (Allez à cet endroit !)
  - この言葉を言いなさい。 kono kotoba wo iinasai!→ (Dites ce mot !)
  - この人を見なさい。 kono hito o minasai!→ (Regardez cette personne !)

#### La forme en-nasaruna
La forme en -nasaruna représente l'impératif négatif archaïque.
- Godan : on met le verbe avec la base en i, c'est-à-dire en remplaçant le u final par la voyelle i, suivie de -nasaruna.
  - iku (aller) → ikinasaruna (n'(y) allez pas !)
  - yomu (lire) → yominasaruna (ne lisez pas !)
  - kaeru (rentrer) → kaerinasaruna (ne rentrez pas !)
  - matsu (attendre) → machinasaruna (n'attendez-pas !)
  - iu (dire) → iinasaruna (ne dites pas !)

- Ichidan : On remplace simplement la syllabe ru finale par -nasaruna.
  - taberu (manger) → tabenasaruna (ne mangez pas !)
  - miru (voir) → minasaruna (ne regardez pas !)
  - okiru (se réveiller) → okinasaruna (ne vous réveillez pas !)

- Irréguliers
  - suru (faire) → shinasaruna (ne faites pas !)
  - kuru (venir) → kinasaruna (ne venez pas !)

#### La forme en-te kudasai
Affirmatif

On utilise la forme en -te du verbe (voir plus haut) suivi de kudasai.
Exemples :
- 待つ, matsu (attendre) → 待ってください, matte kudasai (attendez s'il vous plaît)
- 見る, miru (voir) → 見てください, mite kudasai (regardez s'il vous plaît)
- 来る, kuru (venir) → 来てください, kite kudasai (venez s'il vous plaît)

Négatif

On utilise la forme en -nai du verbe (voir le présent à la forme neutre négative plus haut) suivi de -de kudasai.
Exemples :
- 待つ, matsu (attendre) → 待たないでください, matanaide kudasai (n'attendez pas s'il vous plaît)
- 見る, miru (voir) → 見ないでください, minaide kudasai (ne regardez pas s'il vous plaît)
- 来る, kuru (venir) → 来ないでください, konaide kudasai (ne venez pas s'il vous plaît)